# Der ultimative Wohnwahnsinn: Unser Leben im Haus Kawai
Der ultimative Wohnwahnsinn: Unser Leben im Haus Kawai (jap. 僕らはみんな河合荘 Bokura wa Minna Kawai-sō) ist eine Manga-Serie von Ruri Miyahara, die von 2010 bis 2017 in Japan erschien. Sie wurde als Anime-Fernsehserie adaptiert und ist in die Genres Comedy, Romantik und Ecchi einzuordnen. Die Handlung dreht sich um die Bewohner eines Wohnheims, allen voran den dort neu eingezogenen Oberschüler Kazunari Usa.

## Inhalt
Kazunari Usa (宇佐 和成) kommt neu an die Oberschule und muss dafür in ein Wohnheim umziehen, weil seine Eltern ständig auf Reisen sind. Er freut sich, endlich ein selbstbestimmtes Leben führen zu können und hofft, auch bald eine Freundin zu finden. Das Wohnheim ist alt, gefällt ihm aber gut und die Haushälterin, die alte Frau Sumiko Kawai (住子) ist freundlich und will sich um ihn kümmern. Doch bald kommt für Usa der erste Schreck: Das Zimmer soll er sich mit einem Perversen teilen, den er auf dem Weg zum Wohnheim getroffen hat. Ihm wird versichert, dass der leidenschaftliche Masochist Shirosaki Shizuru (城崎) harmlos sei. Doch erst als auch Usas Schwarm Ritsu Kawai (河合 律) im Wohnheim erscheint und sich als weitere Mitbewohnerin entpuppt, entscheidet er sich zu bleiben.
Die weiteren Bewohner des Heims sind die Trinkerin und Angestellte Mayumi Nishikino (錦野 麻弓), die stets Liebeskummer hat und immer wieder den falschen Männern nachhängt, und die Studentin Sayaka Watanabe (渡辺 彩花), die mit ihrer Niedlichkeit alle Männer um ihren Finger wickelt, aber alle schnell fallen lässt. Beide sorgen, wie auch Shirosaki, immer wieder für Unruhe und Ärger im Wohnheim. Usas Annäherungsversuche an Ritsu Kawai, die auch die Tochter der Heim-Eigentümerin ist, erweisen sich als schwierig: Seine ältere Mitschülerin ist schweigsam und stets in ein Buch vertieft. In der Schule sieht er sie immer in der Bibliothek, wo er Dienst hat. Trotz ihres selbst gewählten Alleinseins, das ihr die oft gesuchte Ruhe beschert, will sie nicht für einsam gehalten werden. Nur langsam öffnet sie sich Usa, dem seine Mitbewohner nur selten eine Hilfe bei seinen Bemühungen sind.

## Veröffentlichung
Die Serie erschien vom 30. April 2010 (Ausgabe 6/2010) bis 28. Dezember 2017 (Ausgabe 2/2018) im Magazin Young King Ours beim Verlag Shōnen Gahōsha. Dieser brachte die Kapitel auch in bisher elf Sammelbänden heraus. Der 9. Band verkaufte sich in den ersten drei Wochen nach Veröffentlichung über 160.000-mal.
Auf Deutsch erscheint die Serie seit Januar 2025 bei Planet Manga in bisher vier Bänden (Stand August 2025). Die Übersetzung stammt von Benjamin Rusch. Eine englische Übersetzung wurde von der Internetplattform Crunchyroll veröffentlicht und eine chinesische Fassung erscheint bei Ever Glory Publishing.

## Anime
Im Jahr 2014 entstand beim Studio Brain’s Base unter der Regie von Shigeyuki Miya eine 12-teilige Anime-Adaption der ersten vier Bände des Mangas. Hauptautor der Fernsehserie war Kenji Konuta und die künstlerische Leitung lag bei Masaki Mayuzumi. Das Charakterdesign stammt von Junko Yamanaka, Maki Kawano, Shinichi Kurita.
Die 24 Minuten langen Folgen wurden vom 4. April bis 20. Juni 2014 nach Mitternacht (und damit am vorigen Fernsehtag) von TBS erstmals ausgestrahlt, sowie mit bis zu zwei Wochen Versatz auch von Sun TV, KBS Kyōto, CBC TV, BS-TBS und Kids Station. Eine englisch untertitelte Fassung namens The Kawai Complex Guide to Manors and Hostel Behavior wurde von Crunchyroll, HIDIVE und The Anime Network online veröffentlicht.
Die Serie erschien auf sieben Blu-rays und DVDs, wobei die letzte eine 13. Folge beinhaltete.

### Synchronisation
| Rolle            | japanischer Sprecher (Seiyū) |
| ---------------- | ---------------------------- |
| Kazunari Usa     | Yūichi Iguchi                |
| Ritsu Kawai      | Kana Hanazawa                |
| Shirosaki        | Gō Shinomiya                 |
| Sayaka Watanabe  | Hisako Kanemoto              |
| Mayumi Nishikino | Rina Satō                    |
| Sumiko Kawai     | Sanae Kobayashi              |

### Musik
Die Musik der Serie wurde von Akito Matsuda komponiert. Das Vorspannlied ist Itsuka no, Iku Tsuka no Kimi to no Sekai (いつかの、いくつかのきみとのせかい) von fhána und der Abspann ist mit dem Lied My Sweet Shelter unterlegt, gesungen von den Sprecherinnen der weiblichen Hauptcharaktere Kana Hanazawa, Rina Satō und Hisako Kanemoto.